# Vikarabad (huyện)
Bản mẫu:Infobox India district

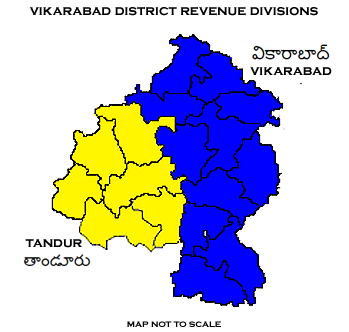
Vikarabad District Revenue divisions

Huyện Vikarabad là một huyện, thuộc bang Telangana. Thị trấn Vikarabad là thủ phủ của huyện này. Huyện này từng là một phần của huyện Rangareddy trước khi được tái tổ chức hành chính.

## Phân cấp hành chính
Huyện được phân thành 2 phó huyện (Tandur và Vikarabad). Dưới chúng là đơn vị hành chính dưới huyện là mandal. D.Divya is the present collector of the district.
| #  | Phó huyện Tandur | Phó huyện Vikarabad |
| -- | ---------------- | ------------------- |
| 1  | Basheerabad      | Bantwaram           |
| 2  | Bommaraspet      | Dharur              |
| 3  | Doulthabad       | Doma                |
| 4  | Kodangal         | Kulkacherla         |
| 5  | Peddemul         | Kotepally           |
| 6  | Tandur           | Marpalle            |
| 7  | Yelal            | Mominpet            |
| 8  |                  | Nawabpet            |
| 9  |                  | Pudur               |
| 10 |                  | Parigi              |
| 11 |                  | Vikarabad           |